# Llista dels reis visigots
La llista dels reis visigots s'estén des de les èpoques de les migracions fins a la fi de la monarquia visigoda el 720. Inclou, per tant, l'establiment d'un primer regne a Tolosa i després el seu continuador, el regne de Toledo, amb capital a la ciutat homònima. Si bé la línia monàrquica s'inicia pròpiament amb Alaric I, els visigots van reconèixer com el seu primer monarca a Atanaric, que mai fou oficialment rei dels visigots sinó jutge dels gots tervings, però que apareix igualment en aquesta llista.

## Migració dels visigots a la península Ibèrica
| Sobirà   | Retrat | Regnat    | Notes                                                                    |
| -------- | ------ | --------- | ------------------------------------------------------------------------ |
| Atanaric |        | 365 - 380 | Mai fou oficialment rei dels visigots sinó jutge dels gots tervings.     |
| Alaric I |        | 395 - 410 | Inici de la línia monàrquica.                                            |
| Ataülf   |        | 410 - 415 | Primer rei visigot a la península Ibèrica                                |
| Sigeric  |        | 415       | Regnà durant una setmana l'agost o el setembre de 415.                   |
| Vàlia    |        | 415 – 418 | Foedus de 416.Derrotà totalment els vàndals, silings i alans a Hispània. |

## Regne de Tolosa
| Sobirà      | Retrat | Regnat    | Notes                                         |
| ----------- | ------ | --------- | --------------------------------------------- |
| Teodoric I  |        | 418 – 451 |                                               |
| Turismund   |        | 451 – 453 |                                               |
| Teodoric II |        | 453 – 466 | Cogovernà amb el seu germà Frederic (453-463) |
| Euric       |        | 466 – 484 | Codi d'Euric                                  |
| Alaric II   |        | 484 – 507 | Breviari d'AlaricDerrota de Vouillé.          |

## Intermedi ostrogot
| Sobirà   | Retrat | Regnat    | Notes |
| -------- | ------ | --------- | --- |
| Gesaleic |        | 507 – 511 | |
| Amalaric |        | 511 – 531 | Regència del rei ostrogot Teodoric el Gran (511-526)Cort establerta a Narbona, a la Septimània, i traslladada a Barcelona el 531. |
| Teudis   |        | 531 – 548 | |
| Teudisel |        | 548 – 549 | |

## Regne de Toledo
| Sobirà      | Sobirà       | Retrat    | Regnat                 | Notes |
| ----------- | ------------ | --------- | ---------------------- | --- |
| Àkhila I    | Àkhila I     |           | 549 – 554              | Invasió romana d'Orient el 552 |
|             |              |           | 551 – 567              | Rei rival en rebel·lió contra Àkhila I (551-554)S'estableix la capital a Toledo. |
|             |              |           | 551 – 567              | Rei rival en rebel·lió contra Àkhila I (551-554)S'estableix la capital a Toledo. |
| Atanagild   |              |           | 551 – 567              | Rei rival en rebel·lió contra Àkhila I (551-554)S'estableix la capital a Toledo. |
| Liuva I     | Liuva I      |           | 568 – 573              | Elegit rei per l'aristocràcia de Septimània després d'un interregne de cinc mesos. |
|             |              |           | 570 - 586              | Associat al tron (750-573) quedant sota el seu control els territoris del sud del Pirineus, com a fórmula de compromís amb l'aristocràcia visigoda de la península Ibèrica per l'elecció de Liuva per l'aristocràcia al nord dels Pirineus..Els seus fills Hermenegild i Recared són associats al tron després de la mort de Liuva el 573.Rebel·lió d'Hermenegild (580-584)Conquesta del Regne Sueu (585). |
|             |              |           | 570 - 586              | Associat al tron (750-573) quedant sota el seu control els territoris del sud del Pirineus, com a fórmula de compromís amb l'aristocràcia visigoda de la península Ibèrica per l'elecció de Liuva per l'aristocràcia al nord dels Pirineus..Els seus fills Hermenegild i Recared són associats al tron després de la mort de Liuva el 573.Rebel·lió d'Hermenegild (580-584)Conquesta del Regne Sueu (585). |
| Leovigild   |              |           | 570 - 586              | Associat al tron (750-573) quedant sota el seu control els territoris del sud del Pirineus, com a fórmula de compromís amb l'aristocràcia visigoda de la península Ibèrica per l'elecció de Liuva per l'aristocràcia al nord dels Pirineus..Els seus fills Hermenegild i Recared són associats al tron després de la mort de Liuva el 573.Rebel·lió d'Hermenegild (580-584)Conquesta del Regne Sueu (585). |
| Recared I   | Recared I    |           | 586 – 601              | III Concili de Toledo |
| Liuva II    | Liuva II     |           | 601 – 603              | |
| Viteric     | Viteric      |           | 603 – 610              | |
| Gundemar    | Gundemar     |           | 610 – 612              | |
| Sisebut     | Sisebut      |           | 612 – 621              | |
| Recared II  | Recared II   |           | 621                    | |
| Suíntila    | Suíntila     |           | 621 – 631              | Fi de la província d'EspàniaAssocia el seu fill Ricimer al tron l'any 626.Deposat per la rebel·lió de Sisenand (631) |
| Sisenand    | Sisenand     |           | 631 – 636              | Rebel·lió de Iudila (633) |
| Khíntila    | Khíntila     |           | 636 – 639              | |
| Tulga       | Tulga        |           | 639 – 642              | Deposat per Khindasvint. |
| Khindasvint | Khindasvint  |           | 642 – 653              | Realitza purgues a la noblesa que s'havia mostrat en contra del seu accés al tron. |
|             |              |           | 649 – 672              | Associat al tron (649-653)Promulgació del Liber iudiciorum. |
|             |              |           | 649 – 672              | Associat al tron (649-653)Promulgació del Liber iudiciorum. |
| Recesvint   |              |           | 649 – 672              | Associat al tron (649-653)Promulgació del Liber iudiciorum. |
| Vamba       | Vamba        |           | 672 – 680              | Rebel·lió de Paulus (673), que segregà la Narbonense i part de la Tarraconense.Deposat per una conjura. |
|             | Paulus (673) |           | 672 – 680              | Rebel·lió de Paulus (673), que segregà la Narbonense i part de la Tarraconense.Deposat per una conjura. |
|             |              |           | 672 – 680              | Rebel·lió de Paulus (673), que segregà la Narbonense i part de la Tarraconense.Deposat per una conjura. |
| Ervigi      | Ervigi       |           | 680 – 687              | |
| Ègica       | Ègica        |           | 687 – 702              | Rebel·lió de Suniefred (692-693) |
|             |              |           | 700 – 710              | Associat al tron des de 695/697 i com a corregent (700-702) |
|             |              |           | 700 – 710              | Associat al tron des de 695/697 i com a corregent (700-702) |
| Vítiza      |              |           | 700 – 710              | Associat al tron des de 695/697 i com a corregent (700-702) |
| Roderic     |              |           | 710 — 711              | Derrotat pels àrabs a la batalla de Guadalete l'any 711. |
| Roderic     | Àkhila II    |           | 710 — 711              | Derrotat pels àrabs a la batalla de Guadalete l'any 711. |
|             |              |           | 710 - 713              | Elegit rei a la Narbonense i Tarraconense contra l'elecció de Roderic. |
| Ardó        |              | 713 - 720 | Regnà a la Narbonense. | |